# Kolarstwo na Igrzyskach Europejskich 2019 – wyścig ze startu wspólnego mężczyzn
Kolarstwo na Igrzyskach Europejskich 2019 – wyścig ze startu wspólnego mężczyzn – konkurencja wyścigu ze startu wspólnego mężczyzn w ramach rywalizacji kolarzy szosowych na Igrzyskach Europejskich 2019, rozegrana 23 czerwca 2019 na liczącej 180 kilometrów trasie wokół Mińska.
Wyścig ze startu wspólnego był jedną z dwóch, obok jazdy indywidualnej na czas, konkurencji kolarstwa szosowego, w której podczas Igrzysk Europejskich 2019 rywalizowali mężczyźni i został rozegrany po raz drugi w historii tej imprezy, po inauguracyjnej edycji z 2015, w której triumfował Luis León Sánchez.
Trasa składała się z 12 rund po 15 kilometrów każda. Rywalizację o medale rozstrzygnęli między sobą kolarze z pięcioosobowej ucieczki, z której na ostatnim wzniesieniu zaatakował Davide Ballerini, samodzielnie dojeżdżając do mety i zdobywając złoty medal. Po finiszu z trzyosobowej grupy srebrny medal zdobył Alo Jakin, a brąz Daniel Auer.

## Uczestnicy

### Reprezentacje
| Reprezentacje (37)- Francja - Włochy - Holandia - Wielka Brytania - Niemcy - Słowenia - Austria - Szwajcaria - Norwegia - Czechy - Słowacja - Irlandia - Portugalia - Rosja - Luksemburg - Estonia - Łotwa - Ukraina - Białoruś - Rumunia - Turcja - Litwa - Chorwacja - Azerbejdżan - Grecja - Albania - Mołdawia - Węgry - Serbia - Izrael - Cypr - Macedonia Północna - Gruzja - Bośnia i Hercegowina - Malta - Monako - Andora |
| |

### Lista startowa
| Francja FRA | Francja FRA        | Francja FRA |
| ----------- | ------------------ | ----------- |
| Nr          | Kolarz             | Miejsce     |
| 1           | Mathieu Burgaudeau | 81.         |
| 2           | Corentin Ermenault | 97.         |
| 3           | Donavan Grondin    | DNF         |
| 4           | Marc Sarreau       | 16.         |
| 5           | Damien Touzé       | 70.         |

| Włochy ITA | Włochy ITA        | Włochy ITA |
| ---------- | ----------------- | ---------- |
| Nr         | Kolarz            | Miejsce    |
| 6          | Davide Ballerini  | 1.         |
| 7          | Niccolò Bonifazio | 12.        |
| 8          | Marco Canola      | 32.        |
| 9          | Dario Cataldo     | 60.        |
| 10         | Mattia Cattaneo   | 65.        |

| Holandia NED | Holandia NED        | Holandia NED |
| ------------ | ------------------- | ------------ |
| Nr           | Kolarz              | Miejsce      |
| 11           | Joris Nieuwenhuis   | 6.           |
| 12           | Julius van den Berg | 87.          |
| 13           | Dennis van Winden   | 67.          |
| 14           | Bram Welten         | 20.          |

| Wielka Brytania GBR | Wielka Brytania GBR | Wielka Brytania GBR |
| ------------------- | ------------------- | ------------------- |
| Nr                  | Kolarz              | Miejsce             |
| 15                  | Jim Brown           | 79.                 |
| 16                  | Charley Calvert     | 96.                 |
| 17                  | Gabriel Cullaigh    | 22.                 |
| 18                  | Scott Thwaites      | 7.                  |
| 19                  | Ethan Vernon        | 28.                 |

| Niemcy GER | Niemcy GER        | Niemcy GER |
| ---------- | ----------------- | ---------- |
| Nr         | Kolarz            | Miejsce    |
| 20         | Nico Denz         | 56.        |
| 21         | Christopher Hatz  | 74.        |
| 22         | Christian Koch    | 110.       |
| 23         | Alexander Krieger | 18.        |
| 24         | Paul Taebling     | 101.       |

| Słowenia SLO | Słowenia SLO  | Słowenia SLO |
| ------------ | ------------- | ------------ |
| Nr           | Kolarz        | Miejsce      |
| 26           | Nik Čemažar   | 82.          |
| 27           | Žiga Jerman   | 64.          |
| 28           | Luka Pibernik | 58.          |
| 29           | Jaka Primožič | 61.          |

| Austria AUT | Austria AUT    | Austria AUT |
| ----------- | -------------- | ----------- |
| Nr          | Kolarz         | Miejsce     |
| 30          | Daniel Auer    | 3.          |
| 31          | Florian Gamper | 27.         |
| 32          | Mario Gamper   | 44.         |

| Szwajcaria SUI | Szwajcaria SUI   | Szwajcaria SUI |
| -------------- | ---------------- | -------------- |
| Nr             | Kolarz           | Miejsce        |
| 33             | Robin Froidevaux | 8.             |
| 34             | Tristan Marguet  | DNF            |
| 35             | Lukas Rüegg      | 42.            |
| 36             | Théry Schir      | 11.            |
| 37             | Nico Selenati    | 54.            |

| Norwegia NOR | Norwegia NOR       | Norwegia NOR |
| ------------ | ------------------ | ------------ |
| Nr           | Kolarz             | Miejsce      |
| 38           | Sondre Holst Enger | 116.         |
| 39           | August Jensen      | 19.          |

| Czechy CZE | Czechy CZE     | Czechy CZE |
| ---------- | -------------- | ---------- |
| Nr         | Kolarz         | Miejsce    |
| 43         | Jan Bárta      | 9.         |
| 44         | Petr Hampl     | 93.        |
| 45         | Dominik Neuman | 34.        |
| 46         | Jakub Otruba   | 66.        |
| 47         | František Sisr | 17.        |

| Słowacja SVK | Słowacja SVK     | Słowacja SVK |
| ------------ | ---------------- | ------------ |
| Nr           | Kolarz           | Miejsce      |
| 48           | Juraj Bellan     | 83.          |
| 49           | Marek Čanecký    | 57.          |
| 50           | Ján Andrej Cully | 103.         |
| 51           | Matúš Štoček     | 35.          |
| 52           | Patrik Tybor     | 48.          |

| Irlandia IRL | Irlandia IRL        | Irlandia IRL |
| ------------ | ------------------- | ------------ |
| Nr           | Kolarz              | Miejsce      |
| 53           | Mark Downey         | 99.          |
| 54           | Matthew Teggart     | 89.          |
| 55           | Robert-Jon McCarthy | 30.          |
| 56           | Ryan Mullen         | 73.          |
| 57           | Michael O'Loughlin  | 53.          |

| Portugalia POR | Portugalia POR  | Portugalia POR |
| -------------- | --------------- | -------------- |
| Nr             | Kolarz          | Miejsce        |
| 58             | João Matias     | 92.            |
| 59             | César Martingil | 71.            |
| 60             | Rafael Silva    | 38.            |
| 61             | Daniel Mestre   | 21.            |
| 62             | Nelson Oliveira | 10.            |

| Rosja RUS | Rosja RUS          | Rosja RUS |
| --------- | ------------------ | --------- |
| Nr        | Kolarz             | Miejsce   |
| 63        | Anton Worobjow     | 77.       |
| 64        | Stiepan Kurjanow   | 109.      |
| 65        | Artiom Nycz        | 62.       |
| 66        | Aleksandr Porsiew  | 37.       |
| 67        | Jewgienij Szałunow | 98.       |

| Luksemburg LUX | Luksemburg LUX     | Luksemburg LUX |
| -------------- | ------------------ | -------------- |
| Nr             | Kolarz             | Miejsce        |
| 68             | Tiago da Silva     | 102.           |
| 69             | Colin Heiderscheid | 41.            |
| 70             | Misch Leyder       | 115.           |
| 71             | Pit Leyder         | 36.            |
| 72             | Jan Petelin        | 105.           |

| Estonia EST | Estonia EST       | Estonia EST |
| ----------- | ----------------- | ----------- |
| Nr          | Kolarz            | Miejsce     |
| 73          | Alo Jakin         | 2.          |
| 74          | Martin Laas       | 13.         |
| 75          | Mihkel Räim       | 14.         |
| 76          | Karl Patrick Lauk | 107.        |
| 77          | Norman Vahtra     | 69.         |

| Łotwa LAT | Łotwa LAT           | Łotwa LAT |
| --------- | ------------------- | --------- |
| Nr        | Kolarz              | Miejsce   |
| 78        | Kristers Ansons     | 84.       |
| 79        | Māris Bogdanovičs   | 76.       |
| 80        | Aleksejs Saramotins | 59.       |
| 81        | Andris Vosekalns    | 46.       |

| Ukraina UKR | Ukraina UKR        | Ukraina UKR |
| ----------- | ------------------ | ----------- |
| Nr          | Kolarz             | Miejsce     |
| 82          | Witalij Buc        | 5.          |
| 83          | Ołeksandr Hołowasz | 86.         |
| 84          | Mychajło Kononenko | 85.         |
| 85          | Ołeksandr Prewar   | 94.         |
| 86          | Andrij Wasyluk     | 45.         |

| Białoruś BLR | Białoruś BLR         | Białoruś BLR |
| ------------ | -------------------- | ------------ |
| Nr           | Kolarz               | Miejsce      |
| 87           | Wasil Kiryjenka      | 15.          |
| 88           | Jauhien Sobal        | 52.          |
| 89           | Alaksandr Rabuszenka | 4.           |
| 90           | Branisłau Samojłau   | 55.          |
| 91           | Mikałaj Szumau       | 51.          |

| Rumunia ROU | Rumunia ROU          | Rumunia ROU |
| ----------- | -------------------- | ----------- |
| Nr          | Kolarz               | Miejsce     |
| 92          | Eduard-Michael Grosu | 40.         |
| 93          | Marius Petrache      | DNF         |
| 94          | Valentin Plesea      | DNF         |
| 95          | Serghei Țvetcov      | DNS         |

| Turcja TUR | Turcja TUR          | Turcja TUR |
| ---------- | ------------------- | ---------- |
| Nr         | Kolarz              | Miejsce    |
| 96         | Onur Balkan         | 78.        |
| 97         | Halil İbrahim Doğan | DNF        |
| 98         | Feritcan Şamlı      | DNF        |
| 99         | Mustafa Sayar       | 50.        |

| Litwa LTU | Litwa LTU            | Litwa LTU |
| --------- | -------------------- | --------- |
| Nr        | Kolarz               | Miejsce   |
| 100       | Rojus Adomaitis      | 88.       |
| 101       | Gediminas Bagdonas   | 24.       |
| 102       | Justas Beniušis      | 68.       |
| 103       | Venantas Lašinis     | 91.       |
| 104       | Ramūnas Navardauskas | 80.       |

| Chorwacja CRO | Chorwacja CRO  | Chorwacja CRO |
| ------------- | -------------- | ------------- |
| Nr            | Kolarz         | Miejsce       |
| 105           | Antonio Barać  | 100.          |
| 106           | Filip Kvasina  | 108.          |
| 107           | Viktor Potočki | 90.           |

| Azerbejdżan AZE | Azerbejdżan AZE  | Azerbejdżan AZE |
| --------------- | ---------------- | --------------- |
| Nr              | Kolarz           | Miejsce         |
| 108             | Elçin Əsədov     | 104.            |
| 109             | Samir Jabrayilov | 63.             |
| 110             | Musa Mikayilzade | DNF             |
| 111             | Mikayıl Səfərli  | DNF             |

| Grecja GRE | Grecja GRE             | Grecja GRE |
| ---------- | ---------------------- | ---------- |
| Nr         | Kolarz                 | Miejsce    |
| 112        | Jeorjos Buglas         | 26.        |
| 113        | Charalambos Kastrandas | 29.        |
| 114        | Polichronis Dzordzakis | 33.        |

| Albania ALB | Albania ALB | Albania ALB |
| ----------- | ----------- | ----------- |
| Nr          | Kolarz      | Miejsce     |
| 115         | Klidi Jaku  | DNF         |
| 116         | Ylber Sefa  | 72.         |

| Mołdawia MDA | Mołdawia MDA      | Mołdawia MDA |
| ------------ | ----------------- | ------------ |
| Nr           | Kolarz            | Miejsce      |
| 118          | Arman Garibian    | DNF          |
| 119          | Vladislav Corotas | DNF          |
| 120          | Cristian Raileanu | 31.          |
| 121          | Veaceslav Rusnac  | DNF          |
| 122          | Andrei Vrabii     | 113.         |

| Węgry HUN | Węgry HUN         | Węgry HUN |
| --------- | ----------------- | --------- |
| Nr        | Kolarz            | Miejsce   |
| 123       | Dániel Dina       | 114.      |
| 124       | Márton Dina       | 49.       |
| 125       | Ádám Kristóf Karl | 47.       |
| 126       | János Pelikán     | 39.       |

| Serbia SRB | Serbia SRB      | Serbia SRB |
| ---------- | --------------- | ---------- |
| Nr         | Kolarz          | Miejsce    |
| 127        | Stevan Klisurić | 111.       |
| 128        | Dušan Rajović   | 75.        |

| Izrael ISR | Izrael ISR     | Izrael ISR |
| ---------- | -------------- | ---------- |
| Nr         | Kolarz         | Miejsce    |
| 129        | Itamar Einhorn | 23.        |
| 130        | Ro’i Goldstein | 25.        |

| Cypr CYP | Cypr CYP               | Cypr CYP |
| -------- | ---------------------- | -------- |
| Nr       | Kolarz                 | Miejsce  |
| 131      | Aléxandros Matsángos   | 112.     |
| 132      | Armanto Archimandritis | DNF      |
| 133      | Andreas Miltiadis      | 43.      |

| Macedonia Północna MKD | Macedonia Północna MKD | Macedonia Północna MKD |
| ---------------------- | ---------------------- | ---------------------- |
| Nr                     | Kolarz                 | Miejsce                |
| 134                    | Andrej Petrowski       | 106.                   |

| Gruzja GEO | Gruzja GEO        | Gruzja GEO |
| ---------- | ----------------- | ---------- |
| Nr         | Kolarz            | Miejsce    |
| 135        | Tengiz Barbakadze | DNF        |

| Bośnia i Hercegowina BIH | Bośnia i Hercegowina BIH | Bośnia i Hercegowina BIH |
| ------------------------ | ------------------------ | ------------------------ |
| Nr                       | Kolarz                   | Miejsce                  |
| 137                      | Vedad Karić              | DNF                      |
| 138                      | Nedžad Mahmić            | DNF                      |

| Malta MLT | Malta MLT       | Malta MLT |
| --------- | --------------- | --------- |
| Nr        | Kolarz          | Miejsce   |
| 139       | Alexander Smyth | 95.       |

| Monako MON | Monako MON         | Monako MON |
| ---------- | ------------------ | ---------- |
| Nr         | Kolarz             | Miejsce    |
| 140        | Victor Langellotti | DNF        |

| Andora AND | Andora AND   | Andora AND |
| ---------- | ------------ | ---------- |
| Nr         | Kolarz       | Miejsce    |
| 141        | Samuel Ponce | DNF        |

| Francja FRA | Francja FRA        | Francja FRA |
| ----------- | ------------------ | ----------- |
| Nr          | Kolarz             | Miejsce     |
| 1           | Mathieu Burgaudeau | 81.         |
| 2           | Corentin Ermenault | 97.         |
| 3           | Donavan Grondin    | DNF         |
| 4           | Marc Sarreau       | 16.         |
| 5           | Damien Touzé       | 70.         |

| Włochy ITA | Włochy ITA        | Włochy ITA |
| ---------- | ----------------- | ---------- |
| Nr         | Kolarz            | Miejsce    |
| 6          | Davide Ballerini  | 1.         |
| 7          | Niccolò Bonifazio | 12.        |
| 8          | Marco Canola      | 32.        |
| 9          | Dario Cataldo     | 60.        |
| 10         | Mattia Cattaneo   | 65.        |

| Holandia NED | Holandia NED        | Holandia NED |
| ------------ | ------------------- | ------------ |
| Nr           | Kolarz              | Miejsce      |
| 11           | Joris Nieuwenhuis   | 6.           |
| 12           | Julius van den Berg | 87.          |
| 13           | Dennis van Winden   | 67.          |
| 14           | Bram Welten         | 20.          |

| Wielka Brytania GBR | Wielka Brytania GBR | Wielka Brytania GBR |
| ------------------- | ------------------- | ------------------- |
| Nr                  | Kolarz              | Miejsce             |
| 15                  | Jim Brown           | 79.                 |
| 16                  | Charley Calvert     | 96.                 |
| 17                  | Gabriel Cullaigh    | 22.                 |
| 18                  | Scott Thwaites      | 7.                  |
| 19                  | Ethan Vernon        | 28.                 |

| Niemcy GER | Niemcy GER        | Niemcy GER |
| ---------- | ----------------- | ---------- |
| Nr         | Kolarz            | Miejsce    |
| 20         | Nico Denz         | 56.        |
| 21         | Christopher Hatz  | 74.        |
| 22         | Christian Koch    | 110.       |
| 23         | Alexander Krieger | 18.        |
| 24         | Paul Taebling     | 101.       |

| Słowenia SLO | Słowenia SLO  | Słowenia SLO |
| ------------ | ------------- | ------------ |
| Nr           | Kolarz        | Miejsce      |
| 26           | Nik Čemažar   | 82.          |
| 27           | Žiga Jerman   | 64.          |
| 28           | Luka Pibernik | 58.          |
| 29           | Jaka Primožič | 61.          |

| Austria AUT | Austria AUT    | Austria AUT |
| ----------- | -------------- | ----------- |
| Nr          | Kolarz         | Miejsce     |
| 30          | Daniel Auer    | 3.          |
| 31          | Florian Gamper | 27.         |
| 32          | Mario Gamper   | 44.         |

| Szwajcaria SUI | Szwajcaria SUI   | Szwajcaria SUI |
| -------------- | ---------------- | -------------- |
| Nr             | Kolarz           | Miejsce        |
| 33             | Robin Froidevaux | 8.             |
| 34             | Tristan Marguet  | DNF            |
| 35             | Lukas Rüegg      | 42.            |
| 36             | Théry Schir      | 11.            |
| 37             | Nico Selenati    | 54.            |

| Norwegia NOR | Norwegia NOR       | Norwegia NOR |
| ------------ | ------------------ | ------------ |
| Nr           | Kolarz             | Miejsce      |
| 38           | Sondre Holst Enger | 116.         |
| 39           | August Jensen      | 19.          |

| Czechy CZE | Czechy CZE     | Czechy CZE |
| ---------- | -------------- | ---------- |
| Nr         | Kolarz         | Miejsce    |
| 43         | Jan Bárta      | 9.         |
| 44         | Petr Hampl     | 93.        |
| 45         | Dominik Neuman | 34.        |
| 46         | Jakub Otruba   | 66.        |
| 47         | František Sisr | 17.        |

| Słowacja SVK | Słowacja SVK     | Słowacja SVK |
| ------------ | ---------------- | ------------ |
| Nr           | Kolarz           | Miejsce      |
| 48           | Juraj Bellan     | 83.          |
| 49           | Marek Čanecký    | 57.          |
| 50           | Ján Andrej Cully | 103.         |
| 51           | Matúš Štoček     | 35.          |
| 52           | Patrik Tybor     | 48.          |

| Irlandia IRL | Irlandia IRL        | Irlandia IRL |
| ------------ | ------------------- | ------------ |
| Nr           | Kolarz              | Miejsce      |
| 53           | Mark Downey         | 99.          |
| 54           | Matthew Teggart     | 89.          |
| 55           | Robert-Jon McCarthy | 30.          |
| 56           | Ryan Mullen         | 73.          |
| 57           | Michael O'Loughlin  | 53.          |

| Portugalia POR | Portugalia POR  | Portugalia POR |
| -------------- | --------------- | -------------- |
| Nr             | Kolarz          | Miejsce        |
| 58             | João Matias     | 92.            |
| 59             | César Martingil | 71.            |
| 60             | Rafael Silva    | 38.            |
| 61             | Daniel Mestre   | 21.            |
| 62             | Nelson Oliveira | 10.            |

| Rosja RUS | Rosja RUS          | Rosja RUS |
| --------- | ------------------ | --------- |
| Nr        | Kolarz             | Miejsce   |
| 63        | Anton Worobjow     | 77.       |
| 64        | Stiepan Kurjanow   | 109.      |
| 65        | Artiom Nycz        | 62.       |
| 66        | Aleksandr Porsiew  | 37.       |
| 67        | Jewgienij Szałunow | 98.       |

| Luksemburg LUX | Luksemburg LUX     | Luksemburg LUX |
| -------------- | ------------------ | -------------- |
| Nr             | Kolarz             | Miejsce        |
| 68             | Tiago da Silva     | 102.           |
| 69             | Colin Heiderscheid | 41.            |
| 70             | Misch Leyder       | 115.           |
| 71             | Pit Leyder         | 36.            |
| 72             | Jan Petelin        | 105.           |

| Estonia EST | Estonia EST       | Estonia EST |
| ----------- | ----------------- | ----------- |
| Nr          | Kolarz            | Miejsce     |
| 73          | Alo Jakin         | 2.          |
| 74          | Martin Laas       | 13.         |
| 75          | Mihkel Räim       | 14.         |
| 76          | Karl Patrick Lauk | 107.        |
| 77          | Norman Vahtra     | 69.         |

| Łotwa LAT | Łotwa LAT           | Łotwa LAT |
| --------- | ------------------- | --------- |
| Nr        | Kolarz              | Miejsce   |
| 78        | Kristers Ansons     | 84.       |
| 79        | Māris Bogdanovičs   | 76.       |
| 80        | Aleksejs Saramotins | 59.       |
| 81        | Andris Vosekalns    | 46.       |

| Ukraina UKR | Ukraina UKR        | Ukraina UKR |
| ----------- | ------------------ | ----------- |
| Nr          | Kolarz             | Miejsce     |
| 82          | Witalij Buc        | 5.          |
| 83          | Ołeksandr Hołowasz | 86.         |
| 84          | Mychajło Kononenko | 85.         |
| 85          | Ołeksandr Prewar   | 94.         |
| 86          | Andrij Wasyluk     | 45.         |

| Białoruś BLR | Białoruś BLR         | Białoruś BLR |
| ------------ | -------------------- | ------------ |
| Nr           | Kolarz               | Miejsce      |
| 87           | Wasil Kiryjenka      | 15.          |
| 88           | Jauhien Sobal        | 52.          |
| 89           | Alaksandr Rabuszenka | 4.           |
| 90           | Branisłau Samojłau   | 55.          |
| 91           | Mikałaj Szumau       | 51.          |

| Rumunia ROU | Rumunia ROU          | Rumunia ROU |
| ----------- | -------------------- | ----------- |
| Nr          | Kolarz               | Miejsce     |
| 92          | Eduard-Michael Grosu | 40.         |
| 93          | Marius Petrache      | DNF         |
| 94          | Valentin Plesea      | DNF         |
| 95          | Serghei Țvetcov      | DNS         |

| Turcja TUR | Turcja TUR          | Turcja TUR |
| ---------- | ------------------- | ---------- |
| Nr         | Kolarz              | Miejsce    |
| 96         | Onur Balkan         | 78.        |
| 97         | Halil İbrahim Doğan | DNF        |
| 98         | Feritcan Şamlı      | DNF        |
| 99         | Mustafa Sayar       | 50.        |

| Litwa LTU | Litwa LTU            | Litwa LTU |
| --------- | -------------------- | --------- |
| Nr        | Kolarz               | Miejsce   |
| 100       | Rojus Adomaitis      | 88.       |
| 101       | Gediminas Bagdonas   | 24.       |
| 102       | Justas Beniušis      | 68.       |
| 103       | Venantas Lašinis     | 91.       |
| 104       | Ramūnas Navardauskas | 80.       |

| Chorwacja CRO | Chorwacja CRO  | Chorwacja CRO |
| ------------- | -------------- | ------------- |
| Nr            | Kolarz         | Miejsce       |
| 105           | Antonio Barać  | 100.          |
| 106           | Filip Kvasina  | 108.          |
| 107           | Viktor Potočki | 90.           |

| Azerbejdżan AZE | Azerbejdżan AZE  | Azerbejdżan AZE |
| --------------- | ---------------- | --------------- |
| Nr              | Kolarz           | Miejsce         |
| 108             | Elçin Əsədov     | 104.            |
| 109             | Samir Jabrayilov | 63.             |
| 110             | Musa Mikayilzade | DNF             |
| 111             | Mikayıl Səfərli  | DNF             |

| Grecja GRE | Grecja GRE             | Grecja GRE |
| ---------- | ---------------------- | ---------- |
| Nr         | Kolarz                 | Miejsce    |
| 112        | Jeorjos Buglas         | 26.        |
| 113        | Charalambos Kastrandas | 29.        |
| 114        | Polichronis Dzordzakis | 33.        |

| Albania ALB | Albania ALB | Albania ALB |
| ----------- | ----------- | ----------- |
| Nr          | Kolarz      | Miejsce     |
| 115         | Klidi Jaku  | DNF         |
| 116         | Ylber Sefa  | 72.         |

| Mołdawia MDA | Mołdawia MDA      | Mołdawia MDA |
| ------------ | ----------------- | ------------ |
| Nr           | Kolarz            | Miejsce      |
| 118          | Arman Garibian    | DNF          |
| 119          | Vladislav Corotas | DNF          |
| 120          | Cristian Raileanu | 31.          |
| 121          | Veaceslav Rusnac  | DNF          |
| 122          | Andrei Vrabii     | 113.         |

| Węgry HUN | Węgry HUN         | Węgry HUN |
| --------- | ----------------- | --------- |
| Nr        | Kolarz            | Miejsce   |
| 123       | Dániel Dina       | 114.      |
| 124       | Márton Dina       | 49.       |
| 125       | Ádám Kristóf Karl | 47.       |
| 126       | János Pelikán     | 39.       |

| Serbia SRB | Serbia SRB      | Serbia SRB |
| ---------- | --------------- | ---------- |
| Nr         | Kolarz          | Miejsce    |
| 127        | Stevan Klisurić | 111.       |
| 128        | Dušan Rajović   | 75.        |

| Izrael ISR | Izrael ISR     | Izrael ISR |
| ---------- | -------------- | ---------- |
| Nr         | Kolarz         | Miejsce    |
| 129        | Itamar Einhorn | 23.        |
| 130        | Ro’i Goldstein | 25.        |

| Cypr CYP | Cypr CYP               | Cypr CYP |
| -------- | ---------------------- | -------- |
| Nr       | Kolarz                 | Miejsce  |
| 131      | Aléxandros Matsángos   | 112.     |
| 132      | Armanto Archimandritis | DNF      |
| 133      | Andreas Miltiadis      | 43.      |

| Macedonia Północna MKD | Macedonia Północna MKD | Macedonia Północna MKD |
| ---------------------- | ---------------------- | ---------------------- |
| Nr                     | Kolarz                 | Miejsce                |
| 134                    | Andrej Petrowski       | 106.                   |

| Gruzja GEO | Gruzja GEO        | Gruzja GEO |
| ---------- | ----------------- | ---------- |
| Nr         | Kolarz            | Miejsce    |
| 135        | Tengiz Barbakadze | DNF        |

| Bośnia i Hercegowina BIH | Bośnia i Hercegowina BIH | Bośnia i Hercegowina BIH |
| ------------------------ | ------------------------ | ------------------------ |
| Nr                       | Kolarz                   | Miejsce                  |
| 137                      | Vedad Karić              | DNF                      |
| 138                      | Nedžad Mahmić            | DNF                      |

| Malta MLT | Malta MLT       | Malta MLT |
| --------- | --------------- | --------- |
| Nr        | Kolarz          | Miejsce   |
| 139       | Alexander Smyth | 95.       |

| Monako MON | Monako MON         | Monako MON |
| ---------- | ------------------ | ---------- |
| Nr         | Kolarz             | Miejsce    |
| 140        | Victor Langellotti | DNF        |

| Andora AND | Andora AND   | Andora AND |
| ---------- | ------------ | ---------- |
| Nr         | Kolarz       | Miejsce    |
| 141        | Samuel Ponce | DNF        |

## Klasyfikacja generalna
| \| Klasyfikacja generalna \| Klasyfikacja generalna \| Klasyfikacja generalna \| Klasyfikacja generalna \| Klasyfikacja generalna \| \| Kolarz \| Kolarz \| Państwo \| Drużyna \| Czas \| \| ---------------------- \| ---------------------- \| ---------------------- \| ---------------------- \| ---------------------- \| \| 1. \| Davide Ballerini \| Włochy \| Włochy \| 4h 10' 04" \| \| 2. \| Alo Jakin \| Estonia \| Estonia \| + 16" \| \| 3. \| Daniel Auer \| Austria \| Austria \| + 16" \| \| 4. \| Alaksandr Rabuszenka \| Białoruś \| Białoruś \| + 16" \| \| 5. \| Witalij Buc \| Ukraina \| Ukraina \| + 25" \| \| 6. \| Joris Nieuwenhuis \| Holandia \| Holandia \| + 41" \| \| 7. \| Scott Thwaites \| Wielka Brytania \| Wielka Brytania \| + 41" \| \| 8. \| Robin Froidevaux \| Szwajcaria \| Szwajcaria \| + 41" \| \| 9. \| Jan Bárta \| Czechy \| Czechy \| + 41" \| \| 10. \| Nelson Oliveira \| Portugalia \| Portugalia \| + 45" \| |                      |                 |                 |            |
| |                      |                 |                 |            |
| Źródło: ProCyclingStats |                      |                 |                 |            |
| Klasyfikacja generalna |                      |                 |                 |            |
| Kolarz | Kolarz               | Państwo         | Drużyna         | Czas       |
| 1. | Davide Ballerini     | Włochy          | Włochy          | 4h 10' 04" |
| 2. | Alo Jakin            | Estonia         | Estonia         | + 16"      |
| 3. | Daniel Auer          | Austria         | Austria         | + 16"      |
| 4. | Alaksandr Rabuszenka | Białoruś        | Białoruś        | + 16"      |
| 5. | Witalij Buc          | Ukraina         | Ukraina         | + 25"      |
| 6. | Joris Nieuwenhuis    | Holandia        | Holandia        | + 41"      |
| 7. | Scott Thwaites       | Wielka Brytania | Wielka Brytania | + 41"      |
| 8. | Robin Froidevaux     | Szwajcaria      | Szwajcaria      | + 41"      |
| 9. | Jan Bárta            | Czechy          | Czechy          | + 41"      |
| 10. | Nelson Oliveira      | Portugalia      | Portugalia      | + 45"      |